# Tarzan e la giungla proibita
Tarzan e la giungla proibita (Tarzan's Hidden Jungle) è un film del 1955 diretto da Harold D. Schuster.
Il soggetto è liberamente ispirato al personaggio del famoso romanzo d'avventura Tarzan delle Scimmie di Edgar Rice Burroughs del 1912. Il film è il primo dei sei della saga di Tarzan interpretati dall'attore Gordon Scott distribuiti dalla RKO Radio Pictures.

## Trama
Un gruppo di fanatici giunge in Africa per far male ad ogni specie di animale. Tarzan riesce a salvarne uno: un piccolo elefante, che porta da un dottore. Poco dopo anche il gruppo giunge da lui e pretende di essere ricompensato, ma al suo rifiuto, gli uomini cominciano a sparare ad ogni sorta di bestia che vedono in giro. Allora si scatena la furia di Tarzan.